# Alexander Nadiradse
Alexander Dawidowitsch Nadiradse (georgisch ალექსანდრე ნადირაძე, russisch Александр Давидович Надирадзе, * 20. August 1914 in Gori; † 3. September 1987 in Moskau) war ein sowjetischer Raketeningenieur georgischer Herkunft. Er war der Hauptentwickler der ersten mobilen sowjetischen Interkontinentalrakete RT-21 Temp 2S (SS-16) sowie der Mittelstreckenraketen RSD-10 Pioner (SS-20) und RT-2PM Topol (SS-25). Auch das Design der modernen Raketen RS-12M2 und RS-24 basiert größtenteils auf den Plänen Alexander Nadiradses.

## Leben
Nadiradse schloss 1940 sein Studium am Moskauer Ordschonikidse-Institut für Flugzeugbau ab und arbeitete dann am Zentralen Aerohydrodynamischen Institut (ZAGI), dem bedeutendsten russischen Luftfahrtforschungsinstitut. Während des Zweiten Weltkriegs entwickelte er mehrere Panzerabwehrlenkwaffen. Im Jahr 1958 wurde Nadiradse auf Empfehlung des Raumfahrtpioniers Sergei Koroljow in das Konstruktionsbüro OKB-52 von Wladimir Tschelomei versetzt und 1961 zum Hauptkonstrukteur der Abteilung NII-1 ernannt, die 1965 in Moskauer Institut für Wärmetechnik (MIT) umbenannt wurde. Nadiradse leitete dieses Institut bis zu seinem Tod im Jahr 1987.
In Russland wird Nadiradse gemeinhin als Gründer des mobilen Raketendesigns betrachtet. Er war Autor von mehr als 100 wissenschaftlichen Arbeiten und 220 Erfindungen. 1976 und 1982 wurden ihm der Leninorden sowie der Titel Held der sozialistischen Arbeit verliehen. 1981 wurde er zum Mitglied der Akademie der Wissenschaften der UdSSR gewählt.

## Entwickelte Raketensysteme
Im Jahr 1969 begann Nadiradse im MIT mit der Systementwicklung einer mobilen Interkontinentalrakete (ICBM). Die RS-14 wurde 1971 bei den sowjetischen Streitkräften eingeführt. In den darauf folgenden Jahren wurden 60 Start- und Transportfahrzeuge sowie 200 Lenkwaffen hergestellt.
Die RS-14 bildete die Grundlage für die späteren ICBM-Systeme RSD-10, RS-12M und RS-12M2.
Die Entwicklung der RSD-10 wurde 1973 ebenfalls am MIT unter Leitung von Alexander Nadiradse eingeleitet. Die Flugerprobung begann auf dem 4. Staatlichen Testgelände in Kapustin Jar am 21. September 1974 und wurde am 9. Januar 1976 beendet. Am 11. März 1976 wurde die RSD-10 in die Bewaffnung der Strategischen Raketentruppen aufgenommen und die ersten Raketen am 30. August 1976 in Kampfbereitschaft versetzt.
Die RS-12M wurde 1977 von Nadiradse als kostengünstiges, mobiles und schwer lokalisierbares ICBM-System konzipiert. Da der SALT-II-Vertrag eine Neukonstruktion von Interkontinentalraketen verbot, deklarierte die Sowjetunion das RS-12M-System als eine Weiterentwicklung der RS-12. Aus Kostengründen griffen die Entwickler auf den Entwurf der RS-14 zurück. Die RS-12M verwendet unter anderen die ersten beiden Raketenstufen der RS-14, ist aber mit einem neuentwickelten PBV (post boost vehicle) bestückt. Das neue PBV enthält eine neuentwickelte Navigations- und Steuereinheit sowie einen neukonstruierten Nuklearsprengkopf. Die ersten RS-12M wurden ab 1988 bei den sowjetischen Raketentruppen eingeführt und sind bis heute Bestandteil der Strategischen Raketentruppen (RWSN) der russischen Streitkräfte.